# TUL-competitie
De TUL competitie is een Finse voetbalcompetitie die door de Suomen Työväen Urheiluliitto (de Finse Arbeiders Sport Federatie) wordt georganiseerd.

## TUL
De Suomen Työväen Urheiluliitto is een in 1919 opgerichte Finse amateur sportorganisatie met een arbeiders achtergrond en is van oudsher nauw verbonden aan de Sociaaldemocratische Partij van Finland. Ook is het aangesloten bij de Internationale Arbeiders Sport Federatie.
Tegenwoordig telt de TUL circa 300.000 leden die actief zijn bij 1100 clubs in 59 sporten.

## TUL competitie
De TUL voetbalcompetitie ging in 1920 van start en was op dat moment een concurrerende competitie tegenover de competitie van de SLP (de Finse voetbalbond). In de jaren 1945, 1946, 1947 en 1948 streden de topclubs van de TUL competitie in een minitoernooi tegen de topclubs van de SPL-Mestaruussarja om het Finse landskampioenschap. Na 1948 zouden de clubs van de TUL ook uitkomen in de SPL-competities en verloor de TUL competitie aan invloed. In 1955 werd de competitie opgeheven. In 1973 vond een herstart plaats en werd de TUL competitie een indoortoernooi (op normaal formaat velden) die in de winter/lente periode wordt gespeeld.

### Kampioenen

#### 1973-2016
* KTP Kotka veranderde in 2000 van naam naar FC KooTeePee Kotka. Later werd KTP Kotka heropgericht, hier met (#2) aangeduid.